# 小田急電鉄の鉄道車両
1927年に合計30両の旅客車両で、新宿から小田原まで一挙に開業した小田原急行鉄道は、当初は旅客数は少なく、経営的には厳しい状態が続いていた。戦時体制になってからは旅客数も上向きとなり、終戦後に小田急電鉄として新発足してからは、新宿から小田原までの速達化を目指してさまざまな新技術を試みた。これらの成果は、新宿から箱根に向かう特急ロマンスカーの車両に反映された。その一方で、通勤輸送においては経済性を重視する傾向が顕著になった。こうした小田急電鉄の鉄道車両（おだきゅうでんてつのてつどうしゃりょう）の歴史および特徴について記述する。
本項では便宜上、以下のような表記を使用する。
- 「小田急」と表記した場合、小田原急行鉄道および小田急電鉄。
- 「地下鉄」と表記した場合、帝都高速度交通営団および東京地下鉄。
- 「国鉄」と表記した場合、鉄道省・運輸通信省・運輸省および日本国有鉄道が運営していた国有鉄道事業。
- 「JR東日本」と表記した場合、国鉄分割民営化後の東日本旅客鉄道
- 「特急車両」と表記した場合、特別料金を徴収する列車に運用される車両全般。
- 「通勤車両」と表記した場合、特別料金を徴収しない列車に運用される車両全般。
- 「湯本急行」と表記した場合、箱根湯本へ直通する急行列車。

## 車両史

### 創業期
1927年4月1日に小田原線が開業した当時に用意された車両は、「甲号車」と呼ばれる長距離列車用の101形が12両、「乙号車」と呼ばれる短距離列車用の1形が18両という内容で、いずれも当時としては近代的な車両であった。同年10月の全線複線化開業時には、甲号車として121形・131形が各3両ずつと151形が5両増備され、手荷物輸送用に荷物電車が4両導入されたほか、このときに開始された貨物輸送のために電気機関車が2両導入された。しかし、旅客・貨物とも輸送実績は低調であった。1929年4月1日に江ノ島線が開業した際には、201形・501形・551形が合計35両増備された。この501形・551形は小田急では初の制御車であった。しかし、夏季の海水浴客輸送の時こそ全車両をフル稼働させていたものの、平常時の輸送実績は低調なままであり、ほとんどの列車は1両か2両で足りている有様であった。
過大な初期投資に加えて昭和初期の不況、さらに乱脈経営が祟り、厳しい経営状態を余儀なくされた小田急にとって、救いとなったのは1929年11月14日から開始された砂利輸送であった。東京へ直結するという線形が注目され、1930年には砂利輸送用の無蓋貨車の大量増備を迫られるほどになった。1931年には砂利輸送専用の運行時刻が設定され、1936年には小湊鉄道と鹿島参宮鉄道から余剰の無蓋貨車を購入して賄うほどの盛況となった。
1930年代後半になると、沿線に日本帝國陸海軍の施設ができたこともあり、旅客輸送量は上向きとなってくる。しかし、まだ新車を導入するほどの余裕はなかったため、鉄道省（官設鉄道）から木造電車の払い下げを受け、51形として運用を開始したが、これは創業以来、小田急の歴史上で唯一の木造電車であった。また、収容力を増大するためにクロスシートを装備した車両のロングシート化なども行っていたが、車両不足は解消されなかったことから、国鉄から木造客車の払い下げを受け、その台枠を利用して601形制御車の導入を行った。
その後も輸送需要の増加は続き、業績も回復傾向にあったことから、1941年には201形以来12年ぶりに新型車両10両を導入することになった。この新車は当時の最新技術を導入することになり、形式も1000形として設計・発注が行われた。しかし、1942年には東京急行電鉄（大東急。現・東急株式会社）に合併となったことから、実際に現車が登場した時点では1600形となっていた。1600形は寸法的にはそれまでの車両とはほとんど変わらなかったが、窓の大きく軽快な車体スタイルと、歯数比を小さくした上で高速域まで自動的に進段するという当時としては高性能な電車で、「沿線の鉄道ファンからも好評を博した」と伝えられている。
大東亜戦争（太平洋戦争・第二次世界大戦）中は大きな被害はなかったものの、帝國の敗戦間際になってに井の頭線の永福町車庫が第3次東京大空襲により壊滅的な被害を受け、急遽応援の車両を回すことを余儀なくされたことや、当時東急に経営が委託されていた相模鉄道厚木線へ車両を融通したことから苦しい状態が続いた。1945年（昭和20年）6月には、電力節約や車両保護を目的として並列ノッチの使用禁止という事態になり、新宿と小田原の間に2時間半も要する有様であった。一方で、国鉄東海道本線が空襲の影響で不通になった際には、国鉄の車両も使用して代替ルートとして機能させていた。

### 戦後

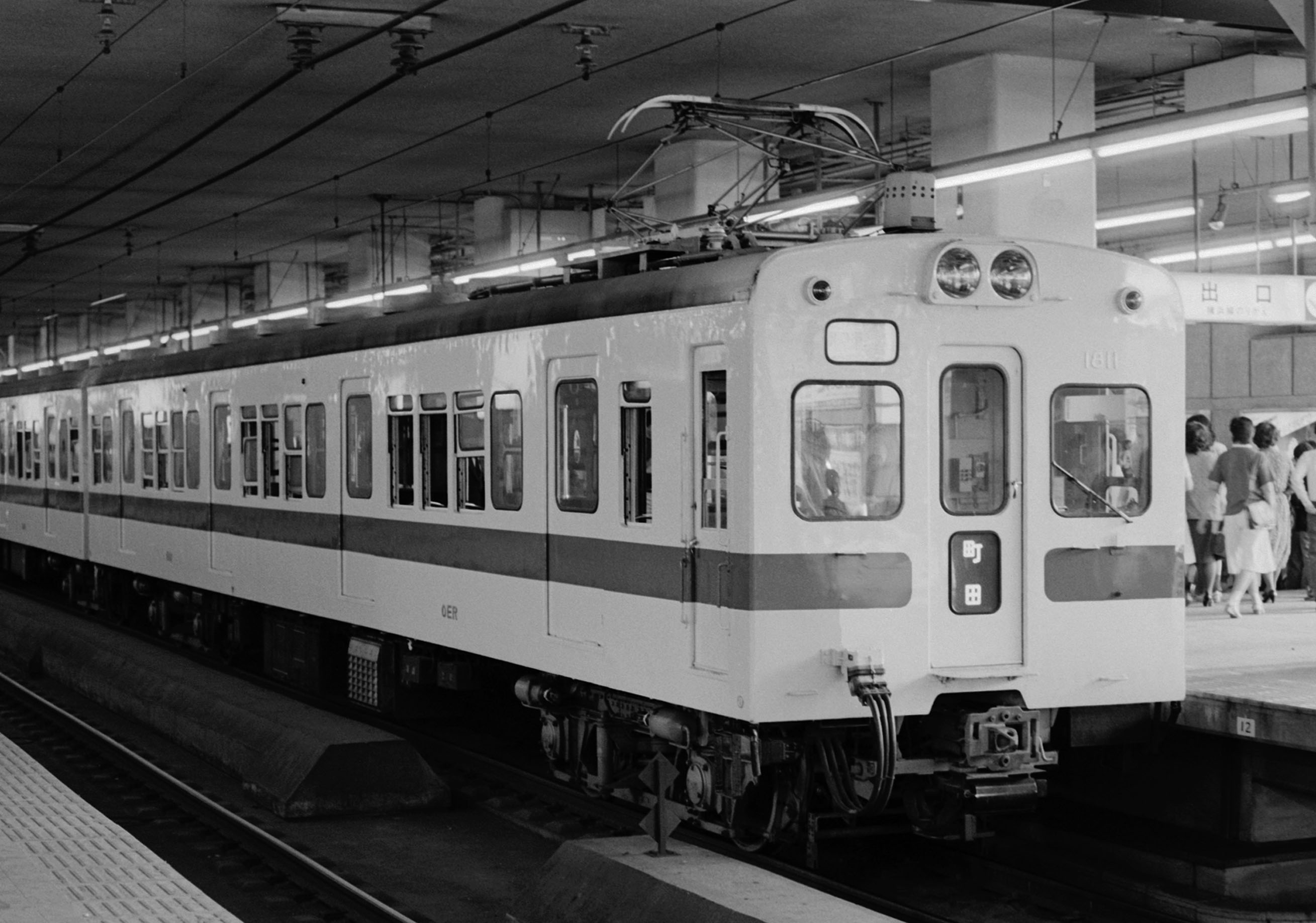
1800形電車

終戦直後には、沿線にあった帝國陸海軍施設関係者の撤収のために一般旅客の利用を停止した上で、国鉄の車両も使用した輸送を行っている。
車両の状況はこの時期が最悪で、電動車でありながら主電動機のない車両などが続出し、90両ほどあった車両のうち、わずか28両しか使用できない状態になっていたこともあった。1946年に運輸省鉄道総局からモハ63形20両の割り当てを受けられることになり、東急では車両規格の面から小田原線・江ノ島線と厚木線に1800形として運用されることとなった。同じようにモハ63形が割り当てられた他社同様、それまでの小田急の車両よりも大きい車両ではあったが、前述のとおりに国鉄車両の入線実績があり、あまり問題はなかったという。
1948年、東京急行電鉄から分離発足した小田急電鉄では、分離発足後すぐに新車の製造を計画し、電動車10両と付随車5両を1900形として登場させた。このうち6両は特急車両として2扉クロスシート車として製造され、1949年より運行を開始した。このあとしばらくは1650形の制御車や1900形の製造が続いたが、この時期に「経済性を重視したMT同数編成」という基本姿勢が確立されている。

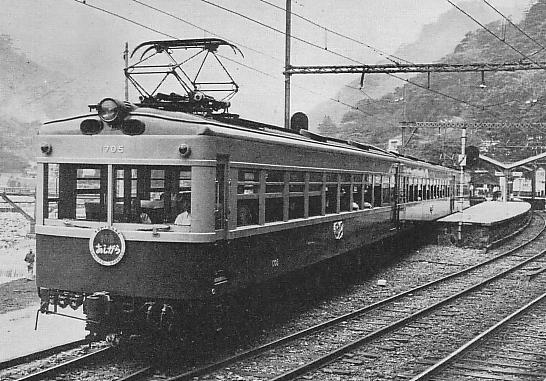
1700形電車

1950年には箱根登山鉄道鉄道線（現・箱根登山電車）への乗り入れを開始、翌1951年には初の特急専用車として1700形が登場した。この車両は好評を博し、箱根登山鉄道線への乗り入れもあって特急利用者は急増することになる。なお、この頃に経堂工場の作業用としてデト1形が製作され、1954年に車籍登録されている。1955年から、御殿場線への直通運転を開始することになったが、当時の御殿場線は非電化であったため、小田急では乗り入れ用気動車としてキハ5000形を登場させた。
一方、この時期には社内に輸送改善委員会が設置された。これは戦争で疲弊した輸送施設の復旧と改善を主眼としていたが、同時に「新宿と小田原を60分で結ぶ」という将来目標が設定されていた。しかし、当時の小田急の経営基盤はまだ脆弱で、スピードアップのために施設全般への多額の投資は不可能であった。また、戦後に運輸省から割り当てられた1800形などは、輸送力こそ優れていたものの、保守部門からは軌道を破壊する車両として敬遠されていた。そこで、軌道や変電所などの投資を極力抑えつつ車両の高速性能を向上するという方針が立てられ、軽量・高性能な車両の開発が進められ、台車ばね下重量の軽減を目指して研究や試験などを繰り返していた。1954年にまず車体や台車の軽量化を図った2100形が登場し、同年には初のカルダン駆動車となる2200形が登場した。この頃には、国鉄技術研究所の協力も得て「画期的な軽量高性能新特急車」の設計が進められていたが、特急利用者の増加は著しく、さらなる増発が要望されたため、2200形の走行機器をそのまま使用した暫定的な特急車両として2300形を登場させた。

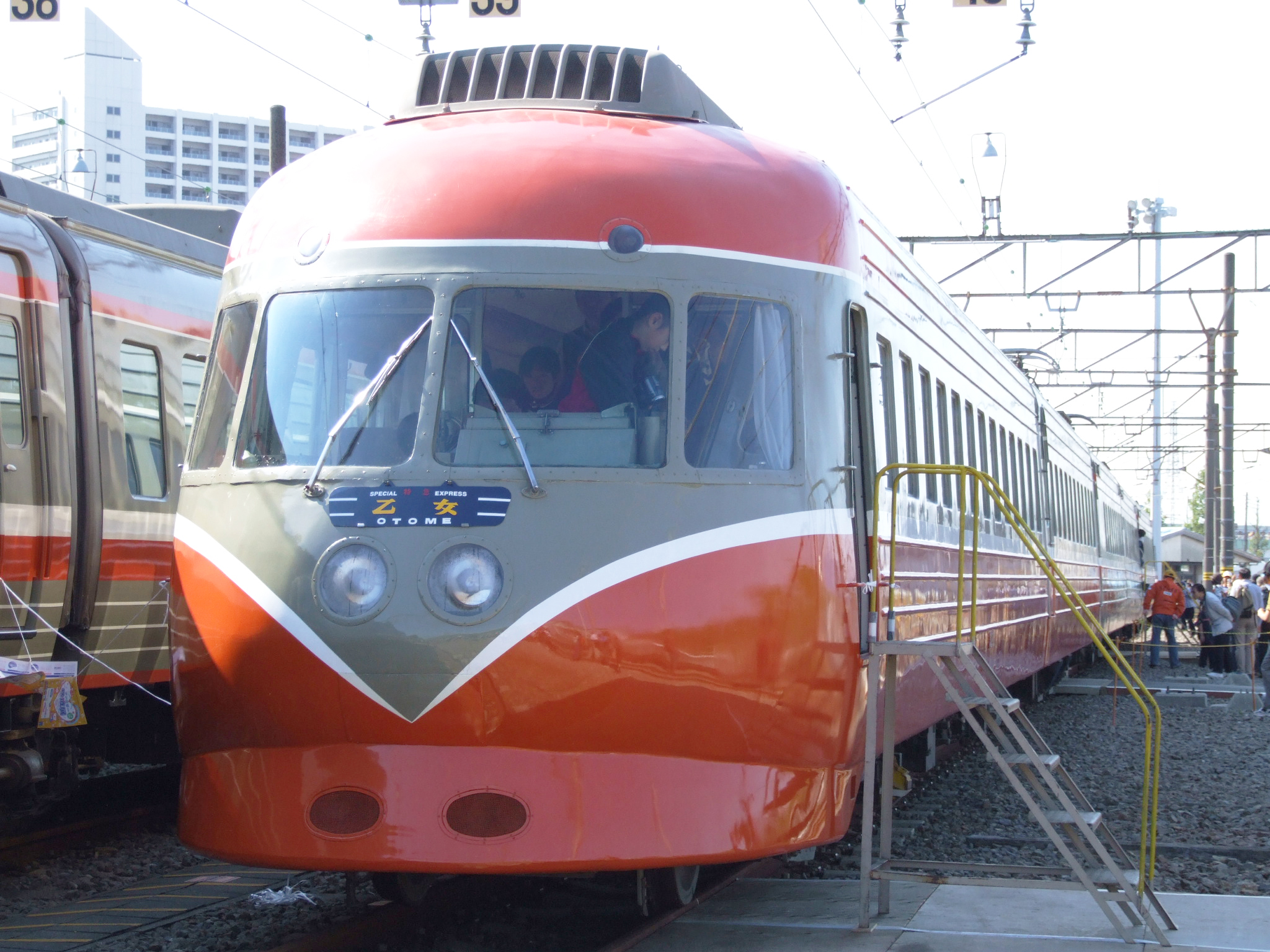
3000形SE車

この「画期的な軽量高性能新特急車」は、1957年に3000形SE車として登場したが、小田急線内での高速試験では127km/hの速度を記録し、7月から営業運転するや否や、連日満席という大人気車両となった。さらに、8月に入線した編成はすぐに営業運転には入らずに各種走行試験を行い、同年9月には東海道本線へ場所を移して高速試験を行い、9月27日には三島駅から沼津駅までの区間で当時の狭軌世界最高速度である145km/hを記録した。また、この車両を契機として、鉄道友の会にブルーリボン賞の制度が設けられ、SE車は第1回の受賞車両となった。

### 高度成長時代

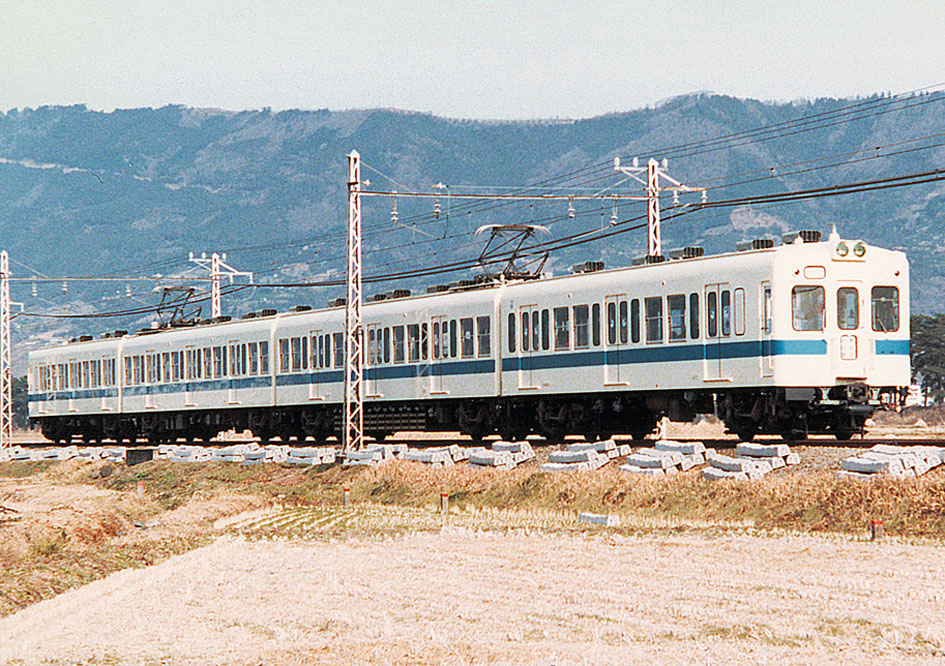
2400形電車

この頃から通勤客の増加が著しかったため、通勤車両の増備をそれまで以上のペースで行う必要が生じた。しかし、全車電動車方式は確かに高性能ではあるものの、製作費や保守費用などはそれほど低くならないことが判明したため、1959年にはそれまでの車両と比較して経済性の高い車両として2400形を登場させた。この車両は "High Economical Car" の頭文字をとって「HE車」と呼ばれ、電動車の全長を19mに伸ばし、機器を集中的に配置することで粘着重量を稼ぐ一方で、制御車の全長を16m弱に縮めることで、MT同数ながら2200形並みの性能と編成長を実現した。
その後も通勤輸送量は増加の一途をたどり、1961年に6両編成の運行を開始したもののたちまち飽和する状況となった。1963年から朝ラッシュ時には平行ダイヤが導入されたが、さらに抜本的な輸送体系を立てることとし、近郊区間は大型6両編成、長距離列車は大型8両編成に増強することになった。これを受けて、1964年に電力回生ブレーキを装備し、車体を大型化した通勤車両2600形が "New High Economical Car" の頭文字をとった「NHE車」として登場した。当初、ホーム延伸工事が終了していなかったために2600形は5両固定編成で運行され、ホーム延伸終了とともに順次6両固定編成になった。2400形は順次急行などの優等列車に転用されたが、湯本急行は箱根登山鉄道線内の車両限界の関係から、2400形が主力車両となっていった。また、この頃になると開業当初からの小型車両では通勤輸送には利用できなくなっていたため、旧型車両の電装品を流用して車体を2600形と同様の全長20mに大型化した4000形も導入された。

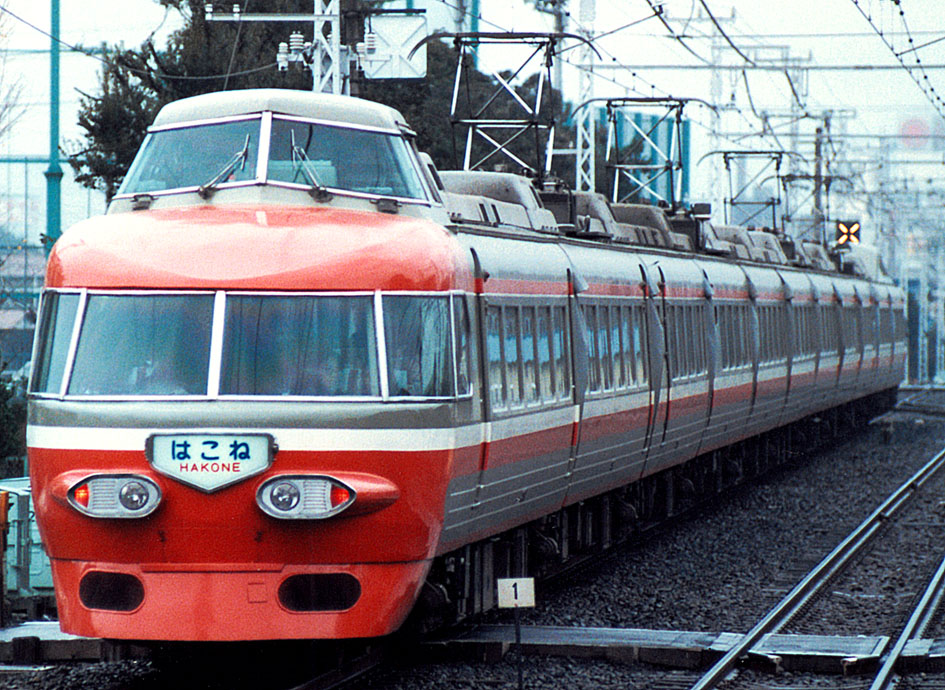
3100形NSE車

その一方で、1960年に箱根ロープウェイが開業したことにより箱根への観光客が急増していたため、1963年には前面展望室を設けた特急車両として3100形NSE車を導入した。NSE車の投入に伴い、1963年には特急の所要時間は新宿から小田原まで62分と、分離発足時の目標であった「新宿から小田原まで60分」にあと一歩というところまで到達した。他方、戦前から続けられた貨物輸送は、1964年に砂利採取が禁止されたことに伴い扱い量が激減、車扱貨物は伊勢原での濱田製麦と足柄の日本専売公社の輸送だけとなった。1966年には向ヶ丘遊園モノレール線の開業に伴い、日本ロッキードから試験車を譲り受けて500形として運行開始した。1968年には御殿場線電化に伴いSE車を5両連接に短縮して充当することになり、キハ5000形は関東鉄道に売却された。
しかし、通勤客の増加予測を完全に見誤ってしまったため、1969年には急行用の大型車両として5000形を導入して大型8両編成の運行を開始したものの、1964年に大改良が完了したばかりの新宿駅は再度1972年から大改良工事を強いられることになってしまった。これ以後、通勤輸送対策は完全に後手に回ってしまうことになる。この1972年には、特急の所要時間は新宿から小田原まで66分にスピードダウンを余儀なくされた。1977年からは急行が大型10両編成の運行を開始、1978年からは準急も地下鉄への相互乗り入れと同時に大型10両編成での運行となったが、この地下鉄直通のために9000形が製造された。9000形は地下鉄線内で見劣りしないことを目指してモデルチェンジした車両で、界磁チョッパ制御を採用し、1973年にはローレル賞を受賞した。1977年からは、大型車の6両固定編成を補うための車両として5200形の増備が始まった。
1980年には、SE車が使用されている特急列車を長編成化するために7000形LSE車が登場した。1982年12月には、LSE車1編成が国鉄に貸し出され、東海道本線で走行試験を行った。私鉄の車両が国鉄で走行試験を行った事例は、国鉄時代においてはSE車とLSE車だけである。
1981年にはようやく新宿駅の大改良工事が終了したが、この年の7月で1800形は全廃された。また、急行が10両編成化された後も湯本急行は2400形4両編成のままであったが、輸送力確保において問題があったため、箱根登山鉄道線へ大型車の乗り入れを実現すべく改良工事が行われ、箱根登山鉄道線の改良工事が終了した1982年から湯本急行は大型6両編成が基本となった。
1982年12月には「小田急線内の全ての種別に使用でき、高性能車の全ての形式と連結が可能で、箱根登山鉄道線への乗り入れも可能な新形式」として8000形が登場した。これと入れ替わるように2200形・2220形・2300形・2320形は1982年から廃車が開始され、1984年までに全廃された。また、1984年1月限りで定期貨物輸送は全廃され、同年3月には小荷物・手荷物輸送も廃止となり、社用品輸送もトラック輸送に変更されたことから荷物電車が全廃となった。
1985年からは大型車で唯一の非冷房・吊り掛け駆動車両であった4000形を冷房化・高性能化することになったが、これには高性能車ながら非冷房の中型車であった2400形の電動機を転用することになり、2400形の廃車が開始された。1986年には2600形のサハ2762を使用してVVVFインバータ制御の試験が行われたが、この実績をもとに小田急では初のオールステンレス車両である1000形がVVVFインバータ制御車として登場、1988年3月から開始された各駅停車8両編成化運用に投入された。

### 1990年代
1989年には2400形が全廃され、同年中には4000形の冷房・高性能化改造が終了した。この時点で、小田急の通勤車両は全て冷房付の大型車となり、どの形式も相互に連結が可能となった。また、同年から1990年にかけて、地下鉄直通の車両は9000形から1000形に置き換えられ、9000形は地上線専用車として運用されることになった。
1991年3月からは連絡急行として運転されていた「あさぎり」が特急に格上げとなり、合わせて東海旅客鉄道（JR東海）との相互乗り入れという形態に変更されることになった。これにあわせて20000形RSE車が登場、JR東海からは371系が小田急線に乗り入れてくることになった。これと引き換えに3000形SE車の定期運用は終了し、翌1992年に全廃となった。

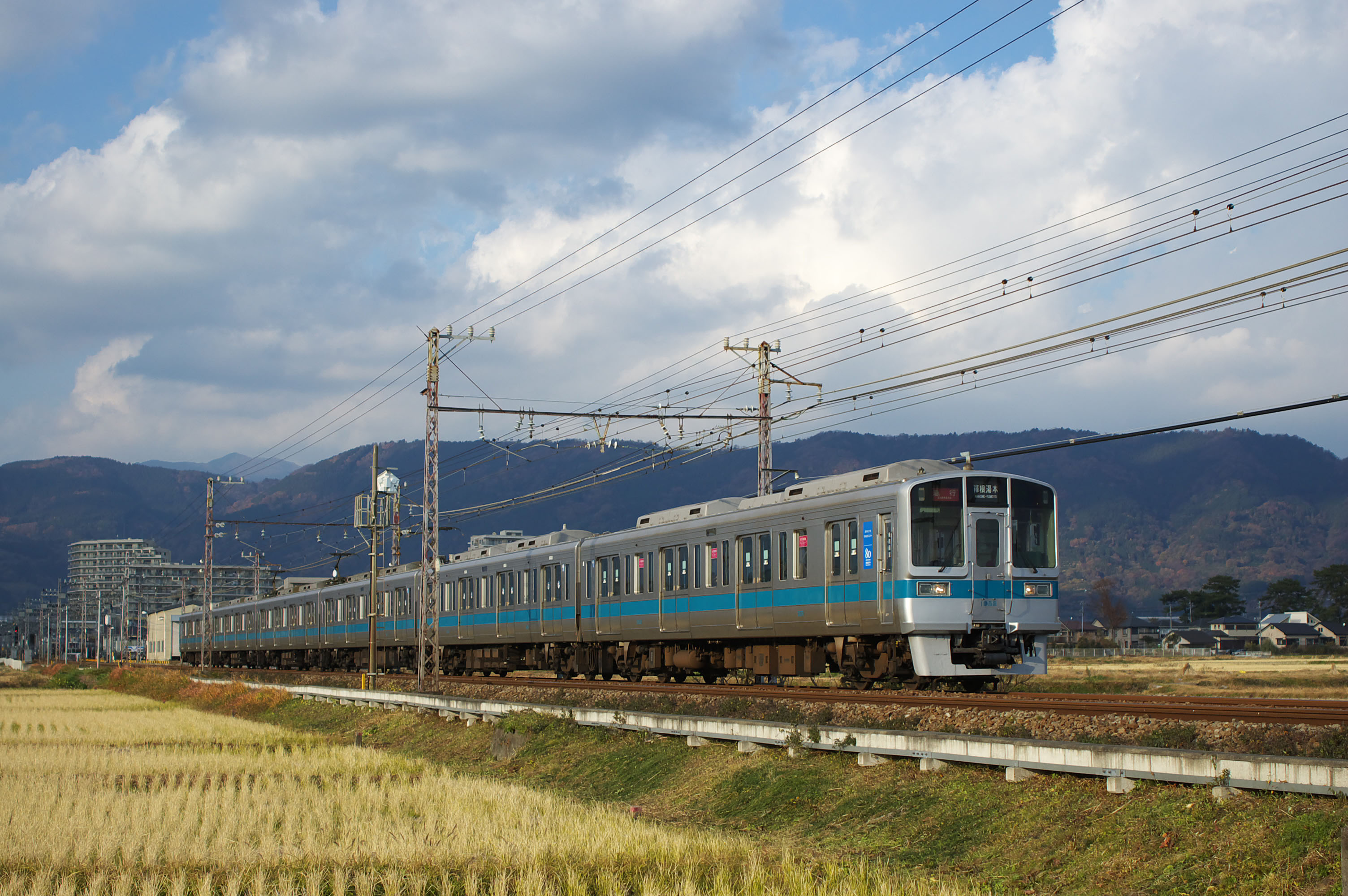
1000形ワイドドア車両

その一方で、輸送力増強のための複々線化工事も遅々として進んでいなかったため、1991年4月には1000形の扉を2m幅に拡大したワイドドア車両が運用を開始したほか、編成中間の運転台をなくすことで定員増に充てることを目的とした1000形の10両固定編成が登場した。1992年には各駅停車用に1000形の8両固定編成が投入されている。1995年には各駅停車用に、2000形が当初より8両固定編成で製造された。複々線化工事は2000年代前後には進捗がみられ、通勤輸送の改善効果が見られるようになった。
1995年には、それまでとは異なりビジネス客層をターゲットとした特急車両として30000形EXE車を導入し、NSE車はイベント用の1編成を除いて廃車となった。
非旅客用車両については、1996年に新車搬入用に残されていた無蓋緩急車トフ104が廃車となり、小田急の貨車は全廃となった。また、1996年から1997年にかけて本線走行が可能な電気機関車も全廃され、以後の新車搬入は電車による牽引や自力走行が行われるようになった。

### 2000年代 - 2020年代

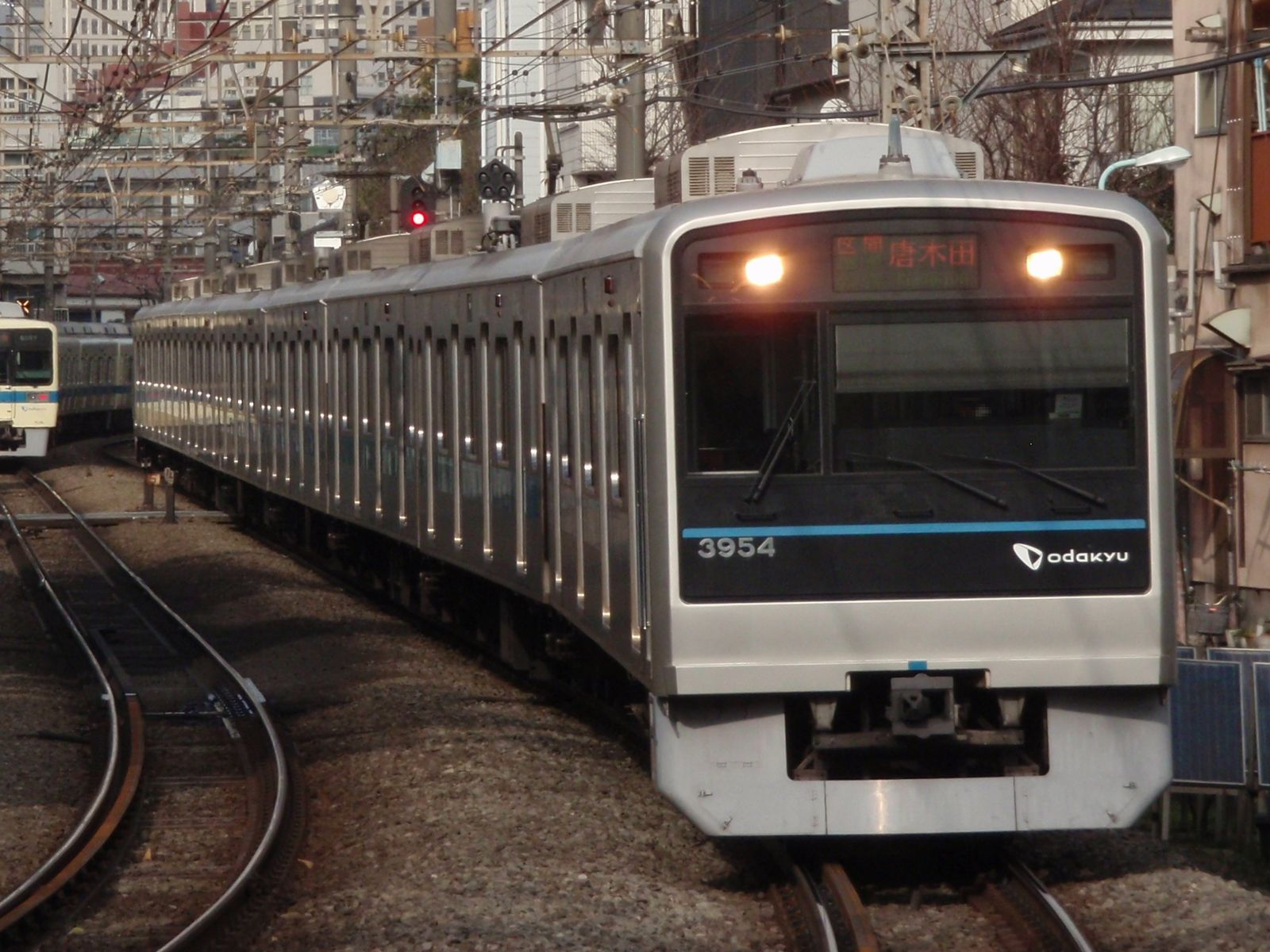
3000形電車

2001年からは、それまでの小田急の通勤車両とは大幅に車両構造を変更し、一層のコストダウンを主眼とした通勤型車両として2代目3000形が登場し、2007年からは東日本旅客鉄道（JR東日本）E233系の車体構造をベースとした車両として2代目4000形も登場した。
さらに、2019年度から代々木上原 - 登戸間の複々線対策のため、4000形以来12年ぶりとなる新型車両を導入することが発表された。形式は、2代目5000形である。「より広く、より快適に」をキーワードに、
車内空間の広さ、明るさ、安心感、優しさを追求したデザインとなる。2020年3月に営業運転を開始し、2020年度にかけて10両固定編成5本が導入された。最初の6編成の内、第1・2・5・6編成は川崎重工業（現・川崎車両）で、第3・4編成は総合車両製作所で製造され、2021年度の導入分からは日本車輌製造でも製造されている。
上述の経過の中で、通勤車両については標準仕様化が進められ、高度成長期からオイルショック期にかけて製造された2600形・初代4000形・9000形・初代5000形は淘汰されることになった。
一方、2005年には観光用の新型特急車として前面展望室と連接構造を復活させた50000形VSE車が登場、2007年には地下鉄直通用の特急車両として60000形MSE車も登場した。さらに2018年には70000形GSE車が登場している。
2001年にはモノレール線の廃止に伴い、500形も廃車となった。また、2002年には大野工場での入換用に使用されていたデト1とデキ1051が廃車となり、小田急から電気機関車が全廃となった。
2012年3月からは「あさぎり」が、それまでのRSE車と371系による、東海旅客鉄道（JR東海）との相互乗り入れという形態から、再び小田急の車両による片乗り入れの形態に戻されることになり、乗り入れ車両についてはMSE車に全面的に置き換えられることになった。これに伴い、同年3月にはRSE車の定期運用が終了となったほか、10000形HiSE車についても定期運用が終了となった。さらに2018年7月には7000形LSE車も定期運用が終了した。
2016年度からは30000形EXE車の外観・内装リニューアルが開始され、リニューアル車については愛称がEXEαへと変更された。
2018年3月のダイヤ編成により本厚木までJR東日本のE233系2000番台が乗り入れることになり、翌年に伊勢原まで延伸し千代田線からの向ヶ丘遊園行きなどが誕生した。

## 車両の特徴
1948年の小田急の分離発足時に取締役兼運輸担当として就任した山本利三郎は、戦前に国鉄東京鉄道管理局で列車部長という役職についており、車両技術については当時としては先進的な考えを持っていた。小田急の車両の特徴の中には、山本の考え方がそのまま引き継がれているケースも存在する。

### 固定編成の考え方
小田急における固定編成の定義は、山本利三郎の思想が引き継がれているもので、編成でないと営業線上での運行ができないこととしており、編成単位で1両の車両と同じように扱っている。1900形が登場した頃は電動車と付随車で検査周期が異なっていたにもかかわらず編成単位で検査しており、検査の際に編成の中から特定の車両を抜き取った上で代わりの車両を組み込むようなことはしない。また、設計に際しても、電動発電機や空気圧縮機の容量は編成として考え、点検の利便性や重量配分などを考慮し、付随車に補助機器を搭載している例もある。このような事情から、小田急では中長期的に組成を崩さず、編成の変更が行われる際には大掛かりなものとなる。
暫定的な編成内容の変更事例としては、以下の事象があげられる。

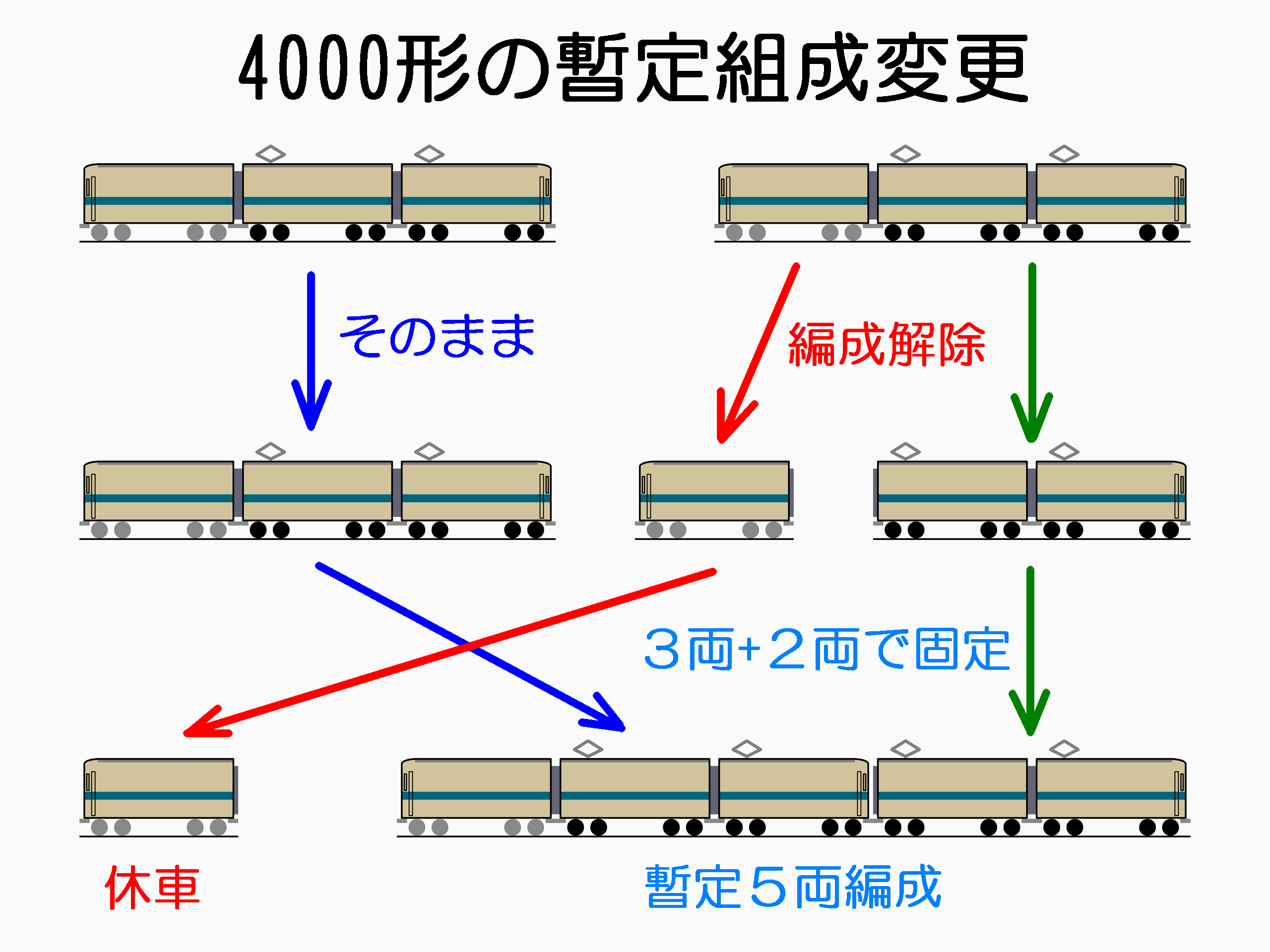
初代4000形の暫定編成変更事例

4000形1973年に発生した脱線事故に伴う1800形との連結中止に伴い、3両固定編成の制御車を切り離した上で他の3両固定編成に連結して5両編成で運用。中間車の増備による5両固定編成化まで継続された。
2600形1991年に発生した多摩線での土砂災害により2両が廃車となったため、急遽未更新の車両の中から2両を選んで6両固定編成として運用。1995年に他の車両から2両を改番して組み込むまで、編成末尾の数字が揃っていなかった。
なお、小田急では1969年から大型8両編成の運行を、1977年から大型10両編成の運行を開始していたが、この時には8両固定編成や10両固定編成は登場していなかった。これは、後述するように分割併合の運用が非常に多く、運用上の制約が大きいと考えられたためである。その後、1991年には編成中の運転台スペースを減らすことで定員増に充てることを目的として10両固定編成が初めて登場し、1992年には各駅停車用に8両固定編成も登場した。さらに、各駅停車用の2000形は8両固定編成のみが製造されており、2代目3000形の一部は8両固定編成で製造された。2代目4000形は10両固定編成のみの製造である。

### 分割併合
| 箱根湯本行き・片瀬江ノ島行きを併結した急行（1993年） |  | 相模大野駅では連結作業が頻繁に行われていた（9000形と4000形） |  | 大型車と中型車も相互に連結（2600形と2400形） |
| 箱根湯本行き・片瀬江ノ島行きを併結した急行（1993年） |  | 相模大野駅では連結作業が頻繁に行われていた（9000形と4000形） |  | 大型車と中型車も相互に連結（2600形と2400形） |

小田急が分割併合を相模大野で開始したのは1953年で、新宿寄りの区間と小田原・江ノ島寄りの区間で輸送量に大きな差があったことから、車両の効率的な運用を行うために開始された。1964年に急行の8両編成での運行が開始されると、ほとんどの急行は相模大野で分割併合を行うようになった。1973年には相模大野での分割併合の回数は平日で1日154回に達していた。また、1991年3月18日のダイヤ改正では、平日に新宿を発車する急行列車115本のうち、分割がない列車は26本だけであった。小田急電鉄OBの生方良雄は、1988年の自著の中で分割併合について「全国でというより世界でもこれだけ頻繁に行っている所は無い」と述べている。
このように多くの分割併合が行われていたため、車両側でもその対応が行われた。1974年3月、前面がフラットで解結作業がやりにくかった1800形に対して自動解結装置を設置したのを始めとして、1975年までに全編成に自動解結装置の設置が行われた。これにより、分割併合の作業は運転士だけで行うことが可能になった。また、途中で分割する列車において、誤乗防止のために前編成と後編成に対して別々の放送を行うことができるように、分割放送装置も全編成に設置された。また、1995年に登場した30000形EXE車では、幌まで含めて自動的に解結動作を行う装置が採用された。
しかし、1991年度以降に登場した10両固定編成、1992年度以降に登場した8両固定編成では、これらの装置は設置されていない。また、2001年に登場した3000形では当初より小田原方先頭車の電気連結器は設置されておらず、2005年以降は他形式においても6両固定編成の小田原方先頭車の電気連結器の撤去が行われている。
なお、その後1990年代後半には全線を通して10両編成で運行する急行も登場したほか、2008年3月15日には、それまで平日で145回あった分割併合はわずか6回、土休日に141回あった分割併合も5回と、分割併合の回数は大幅に減少し、2012年のダイヤ改正で、特急以外の分割併合は全廃された。

### 通勤車両の正面デザイン
| 「半径5000mmの緩やかな半流線型・貫通扉・手すり付」という小田急スタイルの例（クハ2556） |  | 岡部憲明の監修を受けた前面（クハ4561） |
| 「半径5000mmの緩やかな半流線型・貫通扉・手すり付」という小田急スタイルの例（クハ2556） |  | 岡部憲明の監修を受けた前面（クハ4561） |

開業当初の車両においては、正面はやや丸みを帯びていた非貫通3枚窓であったが、その後の増備車では前面はフラットになった。1600形は正面貫通型で、前面は半径5,000mmの緩やかなカーブで半流線型、貫通扉の脇には手すりが設置されるというスタイルとなった。戦後の1900形では標識灯も正面上部左右に設置され、ここで趣味者から「小田急顔」とも称されるデザインが確立した。このデザインはその後製造される車両に適用され、非貫通2枚窓の1700形第3編成や2200形においても半径5,000mmの緩やかなカーブは踏襲されている。2600形以降の車両では車体幅が拡大されたことにより半径6,000mmに改められ、9000形や8000形、1000形、2000形では大幅に前面スタイルが変わっているものの、正面貫通型で貫通扉の脇にある手すりも引き継がれた。
しかし、3000形では正面は切妻の非貫通となり、これらの「伝統」からは訣別した。4000形はJR東日本のE233系の車体構造をベースとした車両であるが、正面のデザインについてはVSE車やMSE車のデザインを担当した実績のある岡部憲明の監修を受けている。

### 技術
新技術の導入には意欲的であったが、一方で保守的な思想も有している。

#### 電装品
開業当初の電車は、いずれも手動進段制御電源を架線から取り込んだ上で抵抗器で降圧した上で制御を行うHL方式であった。これらは、戦後に低圧電源を使用するHB方式に改良され、この制御方式を採用している車両については社内で「HB車」として区別されていた。1600形では三菱電機製のABF形と呼ばれる自動加速形制御装置を採用し、それまでの小田急の車両と比較して大幅な性能向上を実現した。この制御方式はその後2100形まで継続して採用された。これらの車両は社内で「ABF車」として区別された。主電動機については、1形がMB-64-C形（出力60kW）を採用していたほかは、開業当初の車両から1954年の2100形まで、全ての自社発注車両がMB-146形シリーズ（出力93.3kW/端子電圧750V）の採用を継続していた点が特筆される。これは戦前から標準化思想が存在したことを示し、後年機器流用車両として4000形を製造する際には有利に作用している。
カルダン駆動車両となった2200形・2300形でも制御装置や電装品には三菱電機の製品を採用した。制御装置はABFM-D形が採用され、改良を加えつつ5000形まで採用が続いた。9000形では界磁チョッパ制御方式のFCM形が採用され、8000形でも採用された。VVVFインバータ制御が導入された1000形ではMAP形が採用され、その後も最新型の4000形に至るまで三菱電機製の制御装置の採用が続いている。これに対して、特急車両では、SE車で東芝製の制御機器が採用されて以来、制御装置は東芝製の採用を継続しているが、70000形は例外的に三菱電機製である。主電動機については通勤車両では一貫して三菱電機製の主電動機を採用しているが、特急車両においてはSE車・NSE車で東洋電機製造製の主電動機を採用したほか、LSE車・HiSE車・RSE車・EXE車において三菱電機製と東洋電機製造製の同等品を併用している。VSE車・MSE車では三菱電機製の主電動機が採用されている。

#### 台車・駆動装置
車両技術面で、分離発足後の小田急が特に注力したのは、ばね下重量の軽減であった。
折りしも1950年代初頭には、鉄道車両の製造を行うメーカー側のみならず、運輸省、国鉄、日本鉄道技術協会などでは新しい台車や駆動装置の研究や開発を進めていた。小田急ではそうした新技術の試験には積極的に対応しており、「小田急に持っていけば何でも試験してくれる」とさえ評された。小田急線内で行われた主な試験の内容は以下のとおりである。
- 1951年2月、東芝所有の試験車1048号にTT-1形台車を装着し、直角カルダン駆動方式の試験が行われた[153]。この試験は関係者には「相武台実験」として知られている[153]。
- 1953年3月 - 4月、日本鉄道技術協会 (JREA) の高速運転に関する研究に協力、クイル駆動のKH-1、直角カルダン駆動のFS-201、KS-105、吊り掛け駆動ながら枕ばねにコイルばねとオイルダンパーを使用したDT-17台車を、国鉄モハ40030・モハ40044に装着し、また小田急の車輌（デハ1501）にもKH-1を装着して走行試験が行われた[153]。国鉄からはモハ70043も入線したが、これはDT-17台車を一時的に供出するためであった。
- 1955年頃、デハ2207・デハ2211に新三菱重工業MD101形台車を装着し、平行カルダン方式の試験が行われた[36][154]。
- 1956年、3000形SE車の設計資料として、クハ1551で弾性車輪の試験が行われた[17]。
- 1959年、クハ1651に試作空気ばね台車のMD5Aを試用した[155][注釈 3]。

意欲的な新技術の導入に熱心だったことは、小田急のスピードアップに対する意欲が強かったことが影響しており、メーカーが試験を依頼しやすかったといわれている。また、小田急の軌間は国鉄と同様の1,067mmであったことから、小田急での実績如何によっては国鉄への売り込みも容易であったためとも推測されている。
| 長期にわたって採用されたアルストムリンク式台車 (FS546) |  | 2000形で採用されたモノリンク式ボルスタレス台車 (SS043) |
| 長期にわたって採用されたアルストムリンク式台車 (FS546) |  | 2000形で採用されたモノリンク式ボルスタレス台車 (SS043) |

一方で、1954年に2200形でアルストムリンク式軸箱支持装置を装備した台車を初採用して以来、通勤車両では長期にわたって住友金属工業製アルストムリンク式台車の採用が続いた。機器流用車両の4000形では東急車輛製造製のパイオニアIII形や単式支持ペデスタル式（軸ばね式）、特急車両であるSE車では近畿車輌製シュリーレン式、NSE車ではミンデンドイツ式が採用されているなど、アルストムリンク式以外の台車を完全に排除していたわけではないが、1988年に登場したVVVFインバータ制御の1000形、1991年に登場した御殿場線直通用のRSE車に至るまで採用が続き、1994年末に入線した2000形でモノリンク式のボルスタレス台車を採用したことでようやくアルストムリンク式から訣別することになった。「小田急といえばアルストム、アルストムといえば小田急」と言われるほどにアルストムリンク式に固執した理由として、小田急の軌道状態には適していたことや、保守側の評価が悪くなかった点などが指摘されている。ロマンスカーの50000形VSE以降は日本車輌製造製の積層ゴム軸箱片支持式ボルスタレス台車、通勤用の3000形以降は東急車輛製造製の軸梁式軸箱支持方式ボルスタレス台車に切り換えられている。
| 電動台車と付随台車の軸箱周りの比較。電動台車のFS375形（左）は車輪径910mm、付随台車のFS075形（右）は車輪径762mmで、台車枠・ブレーキ梃子・軸箱上のばねなどが大きく異なる |  | 電動台車と付随台車の軸箱周りの比較。電動台車のFS375形（左）は車輪径910mm、付随台車のFS075形（右）は車輪径762mmで、台車枠・ブレーキ梃子・軸箱上のばねなどが大きく異なる |
| 電動台車と付随台車の軸箱周りの比較。電動台車のFS375形（左）は車輪径910mm、付随台車のFS075形（右）は車輪径762mmで、台車枠・ブレーキ梃子・軸箱上のばねなどが大きく異なる |  | |

また、2400形HE車・2600形NHE車・3100形NSE車・5000形においては、台車軽量化の一環として、台車枠・車輪・車軸・ブレーキ梃子などの主要部品を、電動台車と付随台車でほぼ別設計とした。5000形の台車を例にすると、電動台車のFS375形では車輪径910mm・軸間距離2,200mmであったのに対し、付随台車のFS075形では車輪径762mm・軸間距離2,100mmとなっていた。HE車の付随台車では車軸にも中空車軸を採用していたが、車軸検査に超音波探傷が採用されると探傷が困難となったため、通常の車軸（中実車軸）に交換されている。

#### 車体傾斜制御
線路改良をせずにスピードアップを図ることを目的として、1961年から1971年にかけて3次にわたり車体傾斜制御の試験が行われた。
まず、1961年には空気ばね式自然振り子車の試験が行われた。この時はデユニ1000形の車体更新によって余剰となった旧車体を活用し、台車は2400形HE車用の台車を改良したFS30X形を装備した。この時の試験車両で特徴的だったのは、空気ばねによる車体支持位置が車両の重心に近い位置に設定されていたことで、当時技術交流のあったスペインのタルゴで採用されている支持方式を取り入れたものである。しかし、自然振り子方式は振り遅れがあり、問題が多いと判断された。
その後の試験では強制的に車体傾斜を行う方式の試験が行われた。1962年にデニ1101を使用して行われた試験は油圧で車体傾斜を作動させる仕組みで、KS30L形台車を改造して油圧作動筒を設置したものである。また、1970年には空気ばね式での車体傾斜制御の試験が行われたが、この時にはクハ1658を使用し、台車は空気ばね式車体傾斜台車としてFS080形を採用、これを三菱電機の自動振子制御装置と組み合わせたものであった。強制車体傾斜方式については、その効果は確認できたものの、当時の技術では曲線進入の検知が困難であったことから、採用は見送りとなっている。
これらの実験の成果は、1963年に登場した3100形NSE車のアンチローリング装置に生かされたほか、2005年登場のVSE車において初めて営業用車両に車体傾斜制御が採用された。VSE車では高位置空気ばね支持方式も採用されている。
なお、1967年には廃車となったHB車を利用して、リンク式操舵台車の試験が行われているが、台車操舵制御は2005年登場のVSE車において採用された。

#### 冷房装置
小田急における冷房装置の採用は、1962年に3000形SE車に床置き式の冷房装置を搭載したのが端緒で、新造時から導入したのは3100形NSE車からである。

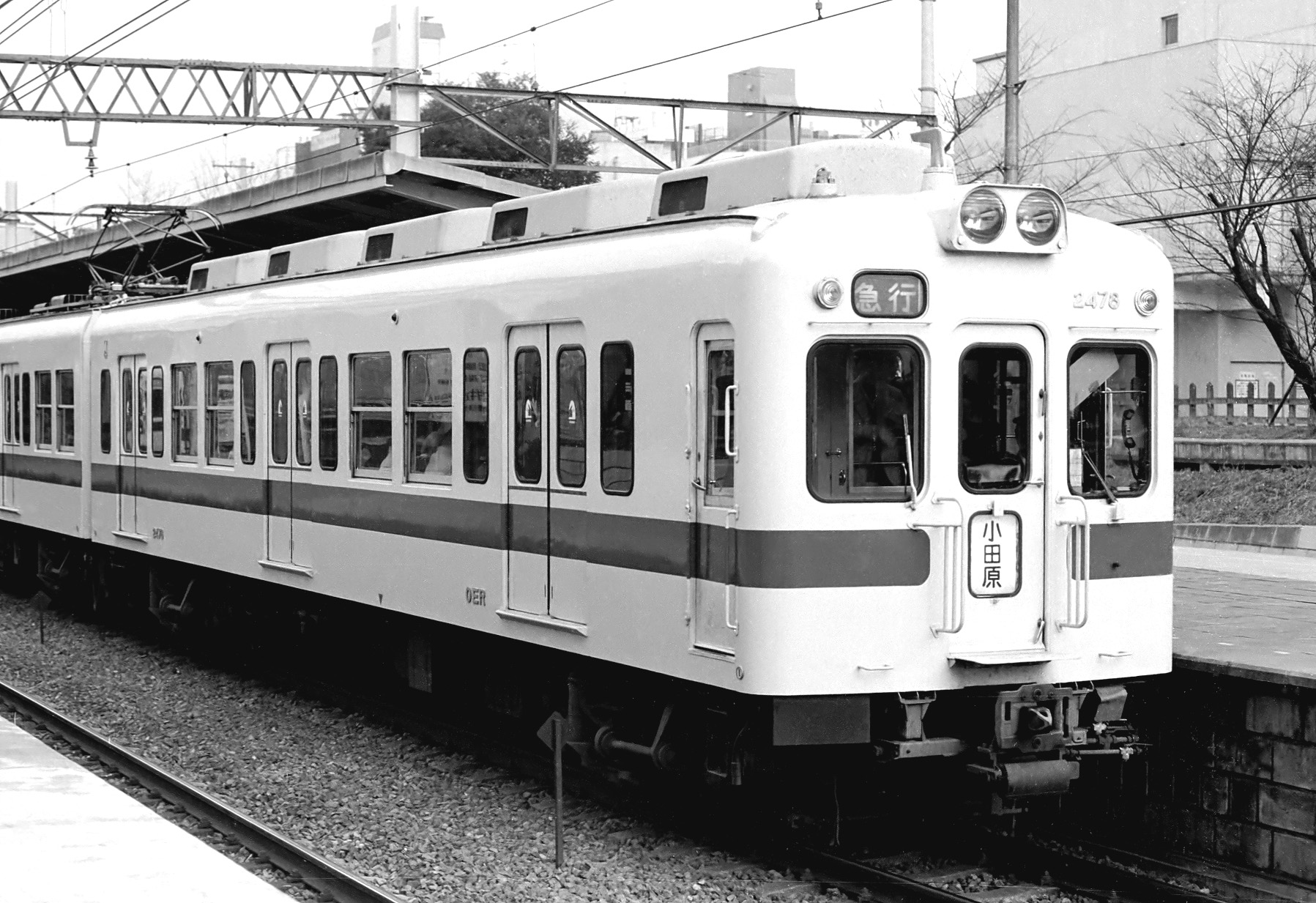
CU-12を搭載したクハ2478

1968年（昭和43年）、京王帝都電鉄（現・京王電鉄）初代5000系が関東で初めての通勤冷房車を導入しており、小田急でも通勤車両の冷房化を計画した。小田急では既にNSE車において冷房搭載の実績はあるものの、座席定員制の特急車両であったため、超満員となる通勤電車での冷房搭載の実績がなく、新車に対していきなり冷房搭載をする自信はなかったという。このことから、まず試験的に冷房を搭載した車両を運行し、実用試験を行なった結果を本格導入時に反映させることになった。
改造車として選ばれたのは、2400形HE車クハ2478であった。この選定理由としては、ラッシュ時に重点的に運用されていたこと、先頭車が制御車であり、床下空間に余裕があったことが理由として挙げられている。他社においては、小型の冷房装置を7 - 8台搭載する方法（分散式）と、大型の冷房装置を1台だけ搭載する方法（集中式）があり、前者は京王5000系、後者は国鉄車両で採用されていた方法である。車体強度の点からは前者が有利であるが、機器数が多いため保守コストは増大する。また、後者は保守コストで有利であるが、車体の補強などが大掛かりになる上、故障してしまった場合はその車両では冷房が使用不能になる。
小田急では、これらの前例を参考に、1台8000kcal/hの冷房能力を持つ中型冷房装置を5台搭載する方法（集約分散式）を選択した。この時に製造された冷房装置がCU-12形である。5台搭載時での冷房能力は40000kcal/hとなり、15.5mの車体に対しては余裕の大きいものとなった。
なお、クハ2478は廃車まで小田急の中型車両唯一の冷房車として運用された。

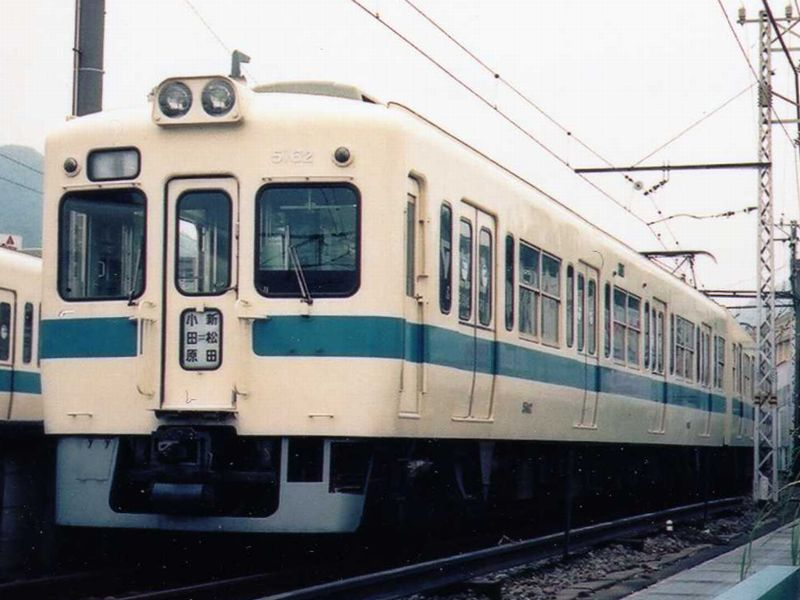
新製冷房車としてCU-12Aを搭載した5000形3次車

1970年（昭和45年）までの3シーズンにわたる実用試験の結果は、量産型の冷房車に反映されることとなり。1971年製造の5000形3次車は新製冷房車として導入されることになった。改良型のため型式はCU-12A形となり、冷房能力も1台あたり8500kcal/hとなった。5000形3次車では外気取り入れのために、ベンチレーター（通風器）を1列残していたが、9000形の新造にあたっては、ベンチレーターを廃止し、冷房装置に外気取り入れ機能を追加することになり、CU-12B形にマイナーチェンジされた。冷房能力の変化はない。外観上のCU-12Aとの相違点は、側面開口部が片側2箇所となったことで、大小2つの開口部のうち、小さい方が外気取り入れ口である。CU-12Bは9000形の他、2600形・5000形（1次車・2次車）の冷房改造時にも採用された。1976年（昭和51年）に増備された5000形4次車からは、さらに低騒音仕様となったCU-12C形が採用された。冷房能力に変更はなく、CU-12B形との外観上の差異はない。翌年に製造された5200形でもCU-12Cが採用され、CU-12系冷房装置は、1982年（昭和57年）に5200形の製造が終了するまで、当時の小田急の標準的な冷房装置となった。
その後、8000形では、7000形LSE車で使用されていたCU-195形（1台の冷房能力は10500kcal/h）の改良型であるCU-195A形が採用された。その後、CU-195系冷房装置は2000形・30000形EXEまで、改良を加えながらも採用が続けられた。新3000形では集中式冷房装置であるCU-708形が採用されている。

### 塗色の変遷
| 開業当時のぶどう色 |  | 戦後の車両に施された濃黄色と紺色の2色塗り |
| 開業当時のぶどう色 |  | 戦後の車両に施された濃黄色と紺色の2色塗り |

開業当時の電車の塗色は、全てぶどう色1色であった。
戦後、1910形で特急を運行する際に、前年に近畿日本鉄道（近鉄）2200系が特急の運行を再開した際にレモンイエローと青の2色塗りとしたものにあやかって、濃黄色と紺色の2色塗りとなったのが、小田急での2色塗装の始まりである。その後、1700形・2300形でもこの塗装デザインを特急色として踏襲した。また、高性能車であることを内外に知らしめる目的で、2200形以降の高性能車は通勤車両であるにもかかわらず特急色に塗られた。SE車登場以後、この濃黄色と紺色の2色塗りはHB車以外の全ての通勤車両に適用され、事実上の通勤車両標準色となった。
5000形の登場に際して、通勤車両の塗色を明るいイメージに変更することになり、ケイプアイボリーをベースにロイヤルブルーの太い帯を入れるデザインが採用された。車体がステンレス無塗装化されてからもロイヤルブルーの帯は2代目3000形まで継続された。2代目4000形では帯の色がインペリアルブルーに変更されている。
特急車両では、3000形SE車では、宮永岳彦のデザインによる、バーミリオンオレンジをベースに白とグレーの帯を入れたデザインが採用され、アレンジを加えつつ3100形NSE車・7000形LSE車にも継承されたが、10000形HiSE車では白ベースに赤の濃淡の帯が入るという直線的なデザインに変更された。20000形RSE車では窓周りと裾部分にオーシャンブルー（タヒチアンブルー）を配し、30000形EXE車ではハーモニックパールブロンズというメタリック調の色がベースになったほか、50000形VSE車ではシルキーホワイトがベース、60000形MSE車ではフェルメールブルーがベースとなっているが、いずれも小田急ロマンスカーであることを示すアクセントカラーとして赤系統の色が入れられている。
| 2600形「フラワートレイン」（1983年） |  | 2代目3000形「F-Train」 |
| 2600形「フラワートレイン」（1983年） |  | 2代目3000形「F-Train」 |

通勤車両では特別塗装車の運行にも積極的で、向ヶ丘遊園でのイベント開催時を中心に特別塗装車両を運行させていた。平成期以降は少なくなったものの、3000形を中心に特別塗装車を運行させているほか、2600形の引退時には旧標準色の復刻塗装を実施している。

### その他の特徴
集電装置については、全車両がシングルアーム式パンタグラフに統一されている。小田急で初めてシングルアーム式の集電装置を採用したのは30000形EXE車で、通勤車両では2001年度の5000形更新車で集電装置がシングルアーム式に変更されたほか、他形式についても交換された。2012年まで使われていた10000形HiSE車・20000形RSE車は、下枠交差型パンタグラフのまま廃車となった。

## 形式番号
小田原急行鉄道の発足当初は、旅客電車・荷物電車・電気機関車とともに1から附番が行われた。旅客電車では近距離用を1から、長距離用を101から附番し、車体構造の違いで50番刻みで区分されていた。機関車は構造の違いで100番刻みで区分し、貨車についてはもっぱら1000番台の番号を附番していた。形式記号は、大東急時代より前は電動車をモ、制御車をクとし、電気機関車は一貫してデキである。
大東急時代になると改番が行なわれ、小田原線と江ノ島線の電車・機関車については1000番台が割当られ、荷物電車は1000から、電気機関車は1010から10番ごとに区分、旅客電車は1100から製造年数の古い順に50番ごとに区分された。貨車には1000未満の番号が割り当てられるようになった。
| 車両番号表示の例左から2代目3000形クハ3091・2代目4000形クハ4056の車内・5200形クハ5555の車内  |  | 車両番号表示の例左から2代目3000形クハ3091・2代目4000形クハ4056の車内・5200形クハ5555の車内 |  | 車両番号表示の例左から2代目3000形クハ3091・2代目4000形クハ4056の車内・5200形クハ5555の車内 |
| 車両番号表示の例 左から2代目3000形クハ3091・2代目4000形クハ4056の車内・5200形クハ5555の車内 |  |                                                                                            |  |                                                                                            |

大東急から分離した後もしばらくはそのままであったが、1952年に再度改番が行われ、旅客電車においては電動車を0から、制御車と付随車を50から附番することで電動車かどうかを区別する方式となった。以後これが小田急における形式番号の附番法則となった。ただし、3000形SE車・3100形NSE車・10000形HiSE車では電動車か否かに関わらず編成の中で連番とした上で、編成ごとに区切っている。
当初は別形式にする際には100番単位で区分していたが、1950年代後半のキハ5000形や3000形SE車では1000番単位での区分となり、通勤車両も4000形からは1000番単位で区切るようになった。
車両ごとの番号については、2400形HE車までは電動車と制御車・付随車ごとに連番であったが、2600形NHE車以降は編成中の位置により100番単位で区分することによって、編成の中で末尾番号が揃うようにした。
なお、小田急では、号車番号は小田原方を1号車としているが、車両番号は新宿方の車両から順番に附番しており、逆順となっている。これは1910形の運行開始時に設定したもので、新宿方を1号車とする意見もあったが、将来国鉄に乗り入れることを考慮した生方良雄の主張により決定したものである。
また、初代5000形の次は9000形・7000形・8000形へ番号が進み「6000形」を飛ばしているが、これは当時、営団6000系電車が乗り入れていたことから混同を避けるためである。

## 車両形式一覧
本節では、導入順に車両形式を記述する。

### 機関車

#### 電気機関車
1形→東急デキ1010形→デキ1010形1927年に製造された凸型電気機関車。2両製造され、当初は1・2という番号であったが、東急合併とともにデキ1011・デキ1012に改番された。デキ1011は1968年に廃車となり、デキ1012も1984年に廃車となった。なお、車体表記は大東急からの分離独立後「ED」（または「EB」）とされ、形式と一致しない状態が廃車まで続いた。これは電気機関車全車に共通する。
101形→東急デキ1020形→デキ1020形1930年に製造された箱型電気機関車。側面の丸窓が特徴であったが、1968年に廃車となり、岳南鉄道に譲渡された。
201形→東急デキ1030形→デキ1030形1930年に製造された箱型電気機関車。1997年に廃車。
デキ1040形1950年に製造された、デッキ付箱型電気機関車。1996年に廃車。
デキ1050形1950年に日本専売公社が足柄駅から分岐する専用鉄道用に製造した15tB凸型電気機関車。三井鉱山の製造枠を利用したもので三井鉱山ではEB1号、日本専売公社では101号とされた。1958年に専用鉄道の運行が小田急に業務委託されると不要となり、翌年小田急が譲り受けEB1051号とした。小田急では相武台工場および大野工場の入れ換え用に使用された。2002年に廃車。

### 旅客車

#### 旅客電車
モハ1形→1形→東急デハ1150形→1100形開業時に近郊区間用の車両として18両が導入された。1960年までに1両を除いて全車両が他社へ譲渡、残る1両は荷物電車に改造された上で1976年に廃車。1両が復元の上保存されている。
（モハニ101形→101形）・121形・131形→東急デハ1200形→1200形開業の年に郊外区間用の車両として導入された。1968年までに全車両が廃車され、主電動機は4000形 (I) に転用された。
151形→東急デハニ1250形→東急デハ1250形→1300形全線複線化の時期に増備された車両。当初5両製造され、2両が制御車に改造され、電動車1両が他形式から編入された。1968年に制御車が全廃されたが、電動車は1969年に荷物電車に改造され、1984年まで使用された。
201形・251形・501形・551形→東急デハ1350形・東急クハ1300形→1400形1929年から1930年にかけて35両が導入された。電動車1両が他形式へ編入され、それ以外の車両は1968年までに全車両が廃車され、主電動機は4000形 (I) に転用された。
51形→東急デハ1100形1938年に国鉄からモハ1形（旧デハ33500形）3両の払い下げを受けて入線した、小田急の歴史上唯一の木造車体を有する旅客車両。戦後の小田急発足前に相模鉄道に譲渡された。
1600形1941年に国鉄木造客車の台枠を流用して製造された制御車3両と、1942年に製造された新車10両。戦後にも制御車が7両増備されたが、1970年までに1両を除いて全廃、主電動機は4000形(I)に転用された。残る1両は振り子式の試験車に改造された後、1976年に廃車。
1800形1946年に国鉄モハ63形の割り当てを受けて入線、終戦直後の輸送力確保に貢献した。1981年までに全廃、全車両が秩父鉄道に譲渡された。
1820形1950年に国鉄の事故車モハ60050を譲り受け、当初はクハ1661として使用された。1952年に国鉄モハ42004の事故復旧車が入線してデハ1821となり、クハ1661はクハ1871に改番された。1958年の更新時に1800形に編入。
東急デハ1450形・クハ1500形→1500形大東急時代の1947年に井の頭線から転入、そのまま小田急の車両として編入された。1960年に1900形に編入。
1900形・1910形（2000形）分離発足後初の新車。一部車両は特急車両として登場した「初代小田急ロマンスカー」。後に全車両が通勤車両に改造され、1976年までに全廃、主電動機は4000形 (I) に転用された。
1700形初の特急専用車。「小田急ロマンスカー」のイメージ定着に貢献した。SE車登場後に全車両が通勤車両に改造され、1974年までに全廃、主電動機は4000形 (I) に転用された。
2100形1954年に登場した、車体と台車の軽量化の試作車両。1976年までに全廃、主電動機は4000形 (I) に転用された。
2200形・2220形1954年に登場した、小田急では初の高性能車で、その後の小田急通勤車両の技術的基礎となった車両。2220形は4両固定編成で登場したが、後に2両固定編成に改造された。1984年までに全廃、一部車両が富士急行と新潟交通に譲渡された。
2300形SE車が登場するまでのつなぎ役として1955年に登場。1959年に準特急用に改造され、1963年にはさらに通勤車両に改造された。高性能車では最も早く1982年に全廃となり、全車両が富士急行に譲渡されたが、富士急行でも最初に廃車された。
3000形SE車1957年に超軽量高性能特急車両として運用を開始した8両連接車。同年には当時の狭軌世界最高速度となる145km/hの速度記録を樹立。4編成が製造されたが、1968年に5両連接車6編成に改造され、1991年まで使用された。第1回ブルーリボン賞受賞車両。
2320形1958年に準特急用車両として登場したが、1963年には通勤車両に改造された。1984年までに全廃、一部車両が富士急行に譲渡された。
2400形HE車経済性を重視した車両として1959年に登場。当初は通勤時間帯の各駅停車に投入されていたが、NHE車の登場に伴い箱根登山線の直通急行へ転用。1982年以降は各駅停車への運用が主となり、1989年までに全廃。主電動機は4000形(I)に転用された。
3100形NSE車1963年に運用を開始した11両連接車の特急車両で、前面展望席を設置した。7編成が製造され、2000年まで使用された。第7回ブルーリボン賞受賞車両。
2600形NHE車通勤時間帯の各駅停車用の大型車両として1964年に登場。全長20m・車体幅2,900mmというその後の通勤車両の基礎となった車両。2004年に運用から外れ、2006年に廃車。
4000形 (I)1966年にHB車と呼ばれる小型車と1600形の主電動機を流用し、NHE車と同様の車体で登場。後に残りのABF車と荷電2両の主電動機を流用して増備。1985年から1989年にかけて、HE車の主電動機を流用して高性能化と冷房化が行われたが、2004年に全廃。
500形1962年に製造された川崎航空機岐阜工場の試験車を譲り受け、1966年に竣功した、営業車両としては日本初のロッキード式モノレール車両。姫路市のモノレール廃止後は唯一のロッキード式モノレールであったが、2000年2月に台車に亀裂が入ったため運行休止、2001年に廃車となり、日本からロッキード式モノレールの営業車両は消滅した。
5000形(I)・5200形1969年に急行用の大型通勤車両として登場。当初4両固定編成で増備、1977年からは6両固定編成で増備された。2006年以降、淘汰が進められ、2012年に運用終了。
9000形1972年に地下鉄直通用の車両として登場。当初4両固定編成と6両固定編成が製造されたが、直通運転に必要な車両数が充足できた時点で増備は中止。1990年以降は地上線専用車となったが、2006年に全廃。第13回ローレル賞受賞車両。
7000形LSE車1980年に運用を開始した11両連接車。1982年には東海道本線で走行試験を行った。第24回ブルーリボン賞受賞車両。2018年に運行終了。
8000形1983年に運用を開始した汎用通勤車両。2003年以降はVVVFインバータ制御方式への改造が開始された。
10000形HiSE車1987年に運用を開始した11両連接車。2005年に2編成が長野電鉄に譲渡された。第31回ブルーリボン賞受賞車両。2012年に運用終了。
1000形1988年に運用を開始した、小田急では初のオールステンレス車両かつVVVFインバータ制御方式の車両。1989年以降は地下鉄直通にも使用されていたが、4000形(II)導入により2012年に直通を終了し、現在は地上線で運用している。2014年以降は制御装置のSiCモジュール素子への交換や2画面LCD設置をはじめとしたリニューアル工事が順次行われている。
20000形RSE車1991年に運用を開始した、「あさぎり」用の特急車両。第35回ブルーリボン賞受賞車両。2012年に運用終了。
2000形1995年から導入された各駅停車用の車両。
30000形EXE車1996年に運用を開始した特急車両。2016年からはリニューアルでEXEα化されている。
3000形(II)2002年に運用を開始した車両で、1960年代から1980年代初頭までの車両を置き換えた。
50000形VSE車2005年に運用を開始した10両連接の特急車両。第49回ブルーリボン賞受賞車両。
4000形(II)2007年に運用を開始した車両で、当初は地下鉄直通用の車両として登場した。
60000形MSE車2008年に運用を開始した、地下鉄直通用の特急車両。第52回ブルーリボン賞受賞車両。
70000形GSE車2018年に運用を開始した、小田急で一番新しいロマンスカー。7000形LSE車を置き換えるために登場した。第62回ブルーリボン賞受賞車両。
5000形(II)2019年に川崎重工にて第一編成が落成され2020年3月26日より運行を開始した新型通勤電車。通勤型としては4000形登場から13年ぶりであり、通勤型の拡幅車体としては2000形より25年ぶりとなる。車体製造は川崎重工・総合車両製作所・日本車輌製造の3社で担当している。また、従来の通勤拡幅車輌より10ミリほど広くなっている。

#### 旅客内燃動車
キハ5000形・5100形1955年に運用を開始した御殿場線直通専用の気動車。SE車への置き換え後に全車両が関東鉄道に譲渡された。

#### 荷物車
（モニ）1形→モユニ1形→東急デユニ1000形→デユニ1000形→デニ1000形1927年11月に荷物電車として4両が導入された。うち2両は郵便室つきに改造されたが、改造されなかった2両は1941年5月に廃車。廃車車輌の車体は、後にデト1等に利用された。残った2両は車体載せ換えや郵便室廃止を経て、1976年に1両が廃車、1984年には残る1両も廃車となった。

### 貨物車

#### 貨物電車
デト1形1953年頃に経堂工場で、戦前に廃車されていた荷物電車の残存車体を利用して製作された工場内入換用の凸型電車で、当初は機械扱いであったが1954年に車籍登録された。2002年に廃車。

#### 貨車

##### 有蓋車
21形→スム21形1927年11月の貨物営業開始に合わせて10両が新造された有蓋車。有蓋車が余剰となる一方で砂利輸送用の無蓋車が不足したため、1934年8月に全車無蓋車に改造されトム1430形となった。
ワフ1200形→東急ワフ1形→ワフ1形1927年11月の貨物営業開始に合わせて3両が新造された有蓋緩急車。1970年9月に3両とも廃車された。
ワ10形1950年2月に国鉄より譲り受けた有蓋車。1967年に廃車となったあとも大野工場内で移動式倉庫として利用されていたが、1999年7月に撤去された。
東急ワム730形→ワム730形1943年4月にトム660形のうち5両を木造有蓋車に改造した車両。1950年には国鉄戦災復旧車のうち木造有蓋車4両を当形式に編入。1967年8月に全廃、ワム735のみが大野工場で倉庫として利用された。
ワム750形1950年に国鉄戦災復旧車のうち鋼製有蓋車1両を譲り受けた。1967年8月に廃車。

##### 無蓋車

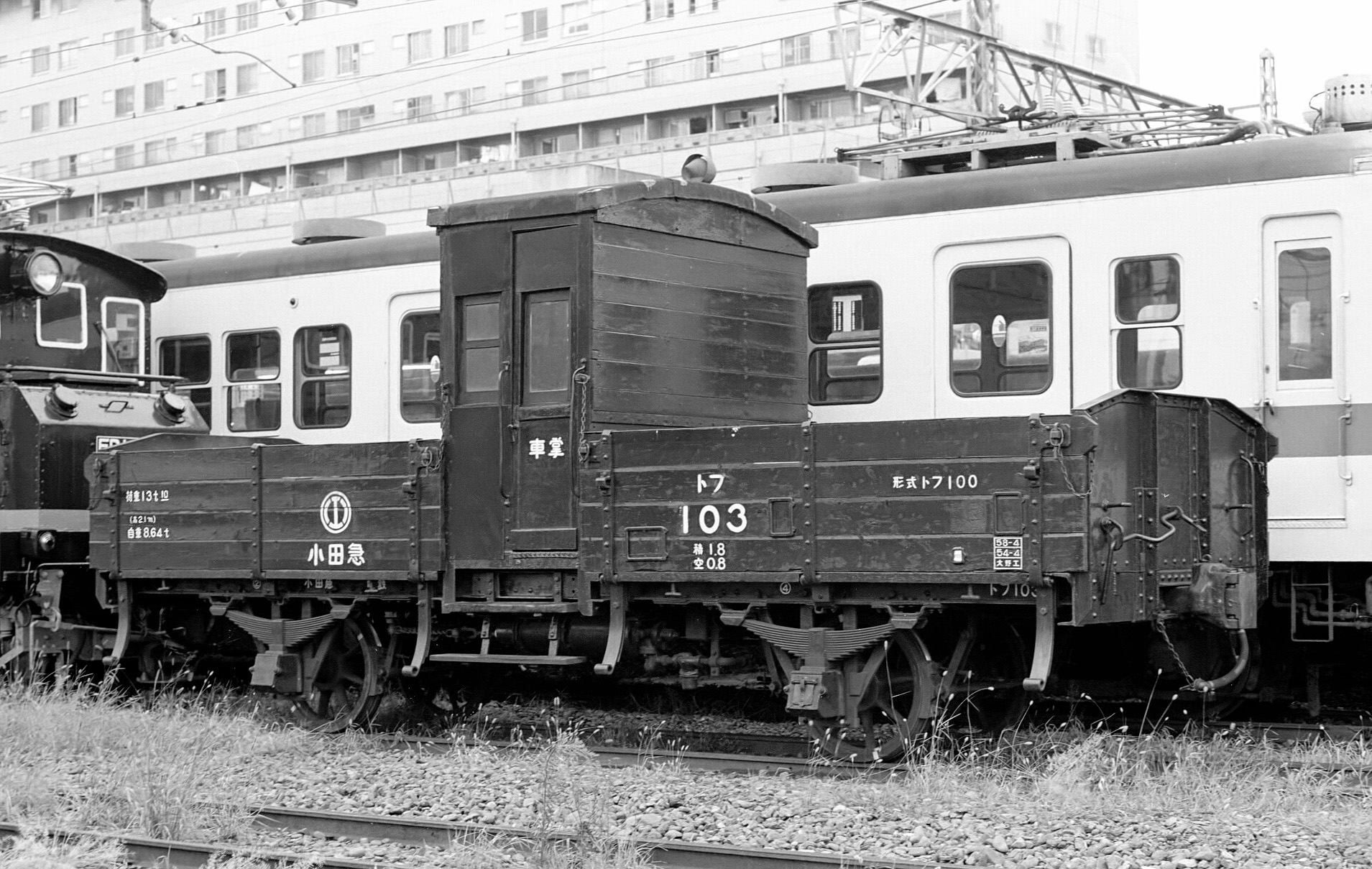
トフ100形103（1979年）

工事用貨車→ト1600形1927年11月の貨物営業開始に合わせて工事用の貨車を車籍編入した車両が、有蓋車5両・有蓋緩急車5両・無蓋車52両の計62両存在するが、江ノ島線が開通した1929年に無蓋車20両を残して廃車されている。残った20両は1931年2月に竣功したが（それまで竣功届を提出していなかった）、同年11月に20両とも廃車された。
ト1400形→トム1400形→東急トム670形→トム670形1929年8月から1930年5月にかけて、日本車輌製造で合計16両が製造された無蓋車。河原での砂利採取が禁止された後の1966年7月に全廃。
トム1430形→東急トム660形→トム660形有蓋車が余剰となる一方で砂利輸送用の無蓋車が不足したため、1934年8月にスム21形から改造された無蓋車。このうち5両は戦時中の1943年に有蓋車に再改造された上でワム730形となった。残る5両は1966年までに全廃。
トフ1300形→東急トフ100形→トフ100形1929年8月から1930年11月にかけて日本車輌と新潟鐵工所で合計14両が製造された無蓋緩急車で、上述のトム1400形の中央に車掌室を設けた凸型の外見を持つ車両。砂利輸送が廃止された後の1967年から1969年にかけて4両を残して廃車となり、残った4両のうち3両も1984年3月に廃車されたが、トフ104だけはその後も新車搬入時に使用される緩急車として残された。1991年の時点ですでに小田急の車両史上で在籍期間が最長の車両であった。トフ104は設計認可（1929年8月22日）から66年10か月以上が経過した1996年6月30日に廃車となり、日本の鉄道から車籍を有する無蓋緩急車は消滅した。
トム1500形→東急トム690形→トム690形1930年に新潟鐵工所で30両が製造された無蓋車。砂利輸送が廃止された後の1967年から1973年にかけて4両を残して廃車となり、保線用として残った4両も1984年3月に廃車された。
トム1450形→東急トム720形→トム720形1934年8月に汽車製造で10両が製造された無蓋車。砂利輸送が廃止された後の1967年から1969年にかけて1両を残して廃車となり、保線用として残った1両も1984年3月に廃車された。
トム1551形→東急トム650形→トム650形砂利輸送に使用する無蓋車の増備が必要となり、折りしも小湊鉄道で余剰となっていた1924年製のトム33 - 36の4両を1936年に譲受した無蓋車。砂利輸送が廃止された後の1966年7月に全廃。
トム1561形→東急トム630形→トム630形トム1551形と同様の理由により、小湊鉄道で余剰となっていた1924年製のトム16 - 32の17両を1936年に譲受した無蓋車。砂利輸送が廃止された後の1966年から1967年にかけて全廃。
トム1601形→東急トム610形→トム610形トム1551形と同様の理由により、小湊鉄道から1924年製のトム37 - 40の4両と、鹿島参宮鉄道からトム9・10を、それぞれ1936年に譲受した無蓋車。砂利輸送が廃止された後の1966年に全廃。
トム1631形→東急トム600形→トム600形トム1551形と同様の理由により、鹿島参宮鉄道からトム3 - 8の6両を1936年に譲受した無蓋車。トム604が戦災を受け、復旧時に形態が変わったことから、1951年に後述のトム620形に編入された。残る4両は砂利輸送が廃止された後の1966年に全廃。
トム1581形→東急トム620形→トム620形チム1形から改造された無蓋車。1951年にトム604を編入。工場間の車輪輸送の車両としても使用されていたが、1967年に全廃。
トフ1321形→東急トフ120形→トフ120形1936年4月に汽車製造で6両が製造された無蓋緩急車。1967年に全廃。
トラ800形1951年に国鉄戦災車のうち無蓋車2両を譲り受けた。1966年8月に廃車。

##### 長物車
チ1100形→東急チ200形→チ200形1931年11月に廃車されたト1600形のうち、2両は1934年11月に長物車として車籍復活されたが、1966年7月に2両とも廃車。
チム1形トム1551形と同様の理由により、小湊鉄道からチム1 - 4の4両を1936年に譲受した。長物車として竣功されたが、長物車として使用する気は初めからなく、同年中に無蓋車トム1581形に改造された。

##### ホッパ車
ホキ300形・ホキフ300形1962年に東急車輛製造で6両が製造された、砂利撒布用のホッパ車。当初はホキ300形のみだったが、301・303・304・306の4両は1965年に車掌室が設置されホキフ300形に形式変更され、以降はホキフ＋ホキ＋ホキフの編成で使用された。1987年に全廃。

##### 特殊貨車
イヘ900形・イヘ910形1959年に川崎車輛で各1両が製造された移動変電車。イヘ900形は2車体連接車であったが、2車体とも同番号であった。両形式とも1973年に廃車された。

### 特殊車
クヤ31形2004年に導入された総合検測車。愛称はTECHNO-INSPECTOR（テクノインスペクター）。

### 乗り入れ車
営団（東京メトロ）6000系1977年の帝都高速度交通営団（現：東京メトロ）千代田線との直通運転開始に合わせて乗り入れを開始した。2017年に乗り入れ終了。2018年に千代田線内のみの臨時運行をもって引退。第12回ローレル賞受賞車両。
JR東海371系1991年に乗り入れを開始した「あさぎり」用の特急列車。2012年に乗り入れ終了。
営団（東京メトロ）06系1993年に登場。しばらくは乗り入れが行われなかったが、のちに乗り入れを開始した。16000系に置き換えられ、2015年廃車。
東京メトロ16000系2010年に6000系の置き換え用として乗り入れ開始。第51回ローレル賞受賞車両。
JR東日本E233系2000番台2016年3月26日のダイヤ改正の「3社交互直通運転」で乗り入れ開始。

## 車両の貸借
下記には、井の頭線の永福町車庫が空襲により壊滅した際の車両のやり取りは、同じ東急の中でのやり取りとなるので含めていない。

### 借り入れ

#### 上田温泉電軌から
1930年11月1日から1931年4月（届出時点の予定）まで、電気機関車デロ301号を借り入れた。

#### 南武鉄道から
1936年に南武鉄道の電気機関車1004号を借り入れた記録がある。その他100形電車の借り入れ記録もあるが詳細不明。

#### 相模鉄道から
1951年から1956年まで、夏季の海水浴輸送で車両を総動員するため、不足する車両を補うために、相模鉄道から3000系を2編成か3編成借り入れて近郊区間の各駅停車に使用した。1950年には後述するように国鉄から借り入れを行っていたが、これが後で問題になったために相模鉄道からの借り入れに変更されたものである。

#### 東京急行電鉄から
1963年10月にはパイオニアIII形台車の高速走行時のデータ取得のため、東京急行電鉄から借り入れた7000系デハ7019・7020を使用した試験を行った。

#### 国鉄から
1800形を始め、戦時中・終戦後の混乱期においては輸送力の確保のため、多くの国鉄17m車・20m車が応援のために入線し、大きな役割を果たしただけでなく、後の20m車導入の基礎となっている。
- 1944年（東海道本線の代替輸送の準備）
  - 東海道本線の代替輸送の可能性の確認のため、5月6日にC58形蒸気機関車とオロフ21700形が入線し、地上側に必要な工事がなされた。
  - 9月にC58形またはEF10形牽引のロネ3両+ハネ1両、その後モハ40形+クヤ16形+サハ25形+モハ50形が入線したほか、EB10形も入線した記録がある。
- 1945年（輸送力確保のための応援）
  - 空襲により東海道本線・京浜東北線が不通になったため、5月25日から中野電車区のモハ30形とクハ65形のMTTMの4連が入線し、新宿 - 藤沢間の準急に使用された。なお、このときは国鉄の運転士が運転している。
  - 8月に神奈川県内の旧日本軍の撤収の応援のため、中野電車区から3両編成2本が入線し、中野出庫・新宿 - 小田原間の運行・小田原入庫、小田原出庫・新宿 - 小田原間の運行・中野入庫の運用につき、数日後には中野出庫・新宿 - 藤沢間の運行・中野入庫の運用のためにもう1編成が入線した。この運用は1946年1月まで続けられた。車両はモハ30形、モハ50形、クハ55形、サハ25形などによるMTMの3連で、クハ55は小田急線での20m車の初めての本格使用である。
  - 9月には2両編成2本が入線し、新宿 - 稲田登戸間を中心に使用された。これは約1週間ごとに検査のために中野に帰区する以外は小田急線内にとどまる運用であった。こちらは11月末まで続けられ、車両はモハ30形、モハ31形、モハ50形、クハ55形、クハ65形のほか鋼体化改造のクハ79012が1800形より先に63系として初めて入線している。
  - 上記の応援が国鉄側の車両不足により中止となったため、12月には旧青梅鉄道のモハ104、503とクハ2、1003が入線したが状態が悪く、井の頭線でデハ1700形のクハとして1946年11月まで使用し、井の頭線の小田急車を一部戻している。
- 1947年（南武線輸送力増強）
  - 南武線の車両限界の拡大工事が終わり国鉄電車が入線できるようになるまでの間、国鉄電車を小田急に入線させ、その代わりに小田急の電車を南武線に貸し出した。小田急からは1600形5両と1300形1両を貸し出し[238]、その代わりとしてモハ50123+クハ65142、モハ50026+クハ65079、モハ50010+クハ65146の6両が1947年5月末に入線し、途中でモハ50123とモハ50010を返却、モハ31016とモハ60077を借り入れた[239][240]。1947年10月末で終了したが、モハ60077は運用中に衝突により破損したため、経堂工場にて修理した後、同年11月23日に返却した[241]。
- 1948年（旧南武鉄道車およびサハ25の借用）
  - 8月には廃車予定の木造サハ25形を借用し、1600形の付随車として12月まで使用した。
- 1950年（米軍の特殊輸送の応援）
  - 夏季輸送および在日米軍の特殊輸送の応援のため、8月にモハ63とクハ65のMTMの3連2本を中野電車区から借用した。

### 貸し出し
走行試験のために3000形SE車と7000形LSE車を国鉄に貸し出した事例を除く。

#### 南武鉄道へ
1937年から1938年にかけて、南武鉄道の競馬輸送による車両不足を補うために、小田急の車両が貸し出された記録が残っている。